# 2062 آتن
2062 آتن (بالإنجليزية: 2062 Aten) هو كويكب صخري صغير تبلغ مقاييسه أقل من 1 كيلومتر، سميت باسمه مجموعة من الكويكبات تعتبر أجرام قريبة من الأرض. وقد سمي هذا الكوكب اسم آتن إشارة إلى إله الشمس لدى قدماء المصريين.
اكتشف كويكب 2062 آتن في 7 يناير 1976، واكتشفته العالمة الفلكية الأمريكية «إليانور هيلين» من مرصد بالومار. وكانت إليانور هيلين مشرفة على مجموعة علمية قائمة بمشروع تعقب الأجرام القريبة من الأرض. تقاعدت إليانور عن العمل في عام 2002.
تبلغ مقاييس الكويكب 2062 آتن نحو 900 متر، وهو من تصنيف كويكب من النوع إس S . يدور هذا الكويكب حول محوره في فترة تناوب تبلغ 77و44 ساعة ويقترب من الأرض حتى يصبح على مسافة قمرية (فلك) تبلغ 1و44 ضعفا لبعد القمر عنا.

## وصف المدار
يدور 2062 أتن حول الشمس على مسافة بين 8و0 و 1و1 وحدة فلكية (المدار بيضوي)، ويكمل دورة واحدة كل 347 يوم. يتصف مداره الذي هو في شكل قطع ناقص بمعامل تباعد مركزي قدره 18و0 ، ويميل مستوي مداره البيضوي عن مستوي دوران الأرض حول الشمس بنحو 19°.
تم مشاهدة هذا الكويكب في نفس المرصد في ديسمبر 1955، وكان قوس مراقبته قصيرا بحيث لم يستطع العلماء معرفة مساره الكلي بدقة. واستغرق هذا أكثر من 20 سنة حتى استطاع العلماء تعيين مساره بدقة، حتى يناير 1976 حيث اكتشفته «إليانور هيلين» وقامت بتسجيله رسميا.

## تسمية مجموعة كويكبات باسمه
كان 2062 أتن هو أول كويكب يكتشف يتقاطع مداره مع مدار الأرض حول الشمس؛ ذلك لأن نصف القطره الكبير لمداره يقل عن 1 وحدة فلكية ويتم دورته حول الشمس في أقل قليلا من سنة واحدة
. (الوحدة الفلكية هي متوسط بعد الأرض عن الشمس وهي تقدر بنحو 150 مليون كيلومتر).
لهذا أنشئت مجموعة من الكويكبات، وتسمى كويكبات آتن ن، تشترك في نفس صفاته من حيث مداره وتقاطعه مع مدار الأرض. وحتى عام 2017 أكتشف من تلك المجموعة أكثر من 1200 نيزك أو كويكب يتبعون تصنيف آتن. كما توجد بالقرب من الأرض أيضا مجموعات أخرى من تلك النيازك والكويكبات، من ضمنها كويكبات أبولو وكويكبات آمور، وهي أكبر في حجمها كثيرا عن كويكبات؛ بينما توجد أيضا كويكبات أتيرا تقترب أحيانا من الأرض ولكنها أصغر كثيرا عن كويكبات آتن.

### تقاربات شديدة
كويكب آتن 2062 له أقصر مسافة بينه وبين الأرض تبلغ 1131و0 وحدة فلكية، أي نحو 9و16 مليون كيلومتر، وهي مسافة تعادل 44 ضعفا لبعد القمر عنا.

## مواصفاته الطبيعية
طبقا لتصنيف ثولين، يعتبر أتن من نوع S . وبالنسبة إلى تصنيف سماس SMASS يعتبر أتن من التصنيف Sr ؛ وهو تصنيف تحتي، حيث أنه بين التصنيف S والتصنيف R للكويكبات.

### منحنى الضوء
في عام 1990 قام الباحث الفلكي الإيطالي «ستيفانو موتولا» بتعيين منحنى ضوئي لدوران 2062 آتن في مرصد لاسيلا حيث كان من ضمن البرنامج الأوروبي لأبحاث الكويكبات التي تقترب من الأرض إلى جانب بعض الخواص الأخرى. وبينت تحليلات المنحنى الضوئي له أن متوسط سرعة دورانه حول نفسه يبلغ 77و40 ساعة، وأن درجة لمعانه تبلغ 26و0 قدر وهي متغيرة قليلا.
ومنذ ذلك الحين لم يعين له منحنى ضوئي آخر.

### قطره وضوؤه
طبقا للمشاهدات التي أجرتها ناسا بواسطة مكشاف مسح الأشعة تحت الحمراء الواسع المجال، تصل مقاييس أتن بين 700 و 830 متر (أي بيضويا وليس كريا تماما. كما عين انعكاس ضوء الشمس عليه وتغيره ويبلغ تلك الشدة بين 39و0 - 52و0 ، (بحسب زاوية الرؤية، توزيع المواد المختلفة على السطح وغيرها.)
قام توم جيرليز في عام 1994 بتعيين قطر آتن ووجده 1و1 كيلومتر ووجد قدرته على عكس الضوء 26و0
وقام بنشر تلك النتائج في كتاب «أخطار بسبب النيازك والكويكبات». Hazards Due to Comets and Asteroids.
ولكن رصدا جديد قام به الباحث الفلكي "هاريس" في برنامج رصد ("ExploreNEOs") يعطي قطر آتن 3و1 كيلومتر وقدرة انعكاس الضوء 20و0 . وتبعتها أرصاد أخرى "

## التسمية
سمي هذا الكويكب الصغير باسم إله من اساطير مصر القديمة «آتن»، وهو إله لقدماء المصريين كان يُرمز له بقرص الشمس. وكانت الفكرة الأولى تري تسمية الكويكب «رع».
التسمية المسجلة قامت بنشرها المجلة العلمية الخاصة بنشر الكواكب الصغيرة MPC قبل حلول نوفمبر 1977 .

## اقرأ أيضا
- نيزك تشيليابنسك
- 3122 فلورنس
- كويكبات أبولو
- كويكبات آمور
- كويكبات آتن
- 4341 بوسيدون كويكب

1. ↑  Minor Planet Designations